# Freddy Ribeiro
Freddy Ribeiro (Bahia), é um ator, diretor, autor teatral e coreógrafo brasileiro. É formado em Filosofia pela Universidade Federal da Bahia (UFBA).
Atuou na série Sítio do Picapau Amarelo, da Rede Globo de Televisão, onde interpretou o personagem "Delegado Perilúcio".

## Filmografia

### Cinema
- Cleópatra - 2005 dir: julio Bressane
- Garrincha - Estrela Solitária – 2002
- Zoando na TV – 1999
- Sob O Sígno Do Kaos – 1998, dir: Rogerio Sganzerla
- O Bote – 1998
- Miramar – 1997
- O Homem Nu – 1997, dir: Hugo Carvana
- O Dia Do Kaos – 1995
- Transfiguração – 1994
- Morte Por Água – 1992
- Cinema Falado – 1986,  dr:Caetano Veloso
- Como Se Constrói Um Monstro – 1983
- O Mágico E O Delegado – 1983 dir : Fernando Coni  Campos

- Abrigo Nuclear – 1983, dir: Roberto Pires

## Televisão
- Sítio do Picapau Amarelo (2004-2005)
- Brava Gente – 2000 (Ep. "Como Matar Um Playboy")
- Uga Uga – 1999
- Labirinto – 1998
- Malhação – 1998
- Você Decide – 1998 (Ep. "Assassino Em Potencial")
- O Enigma Do Espantalho – 1986
- Chico Anysio Show – 1983-1984
- Os Bandidos Da Falange – 1983
- Balança Mas Não Cai – 1983